# Kethohalli, Ramanagara
Kethohalli là một làng thuộc tehsil Ramanagara, huyện Ramanagara, bang Karnataka, Ấn Độ.